# Buchenwald
För andra betydelser, se Buchenwald (olika betydelser).

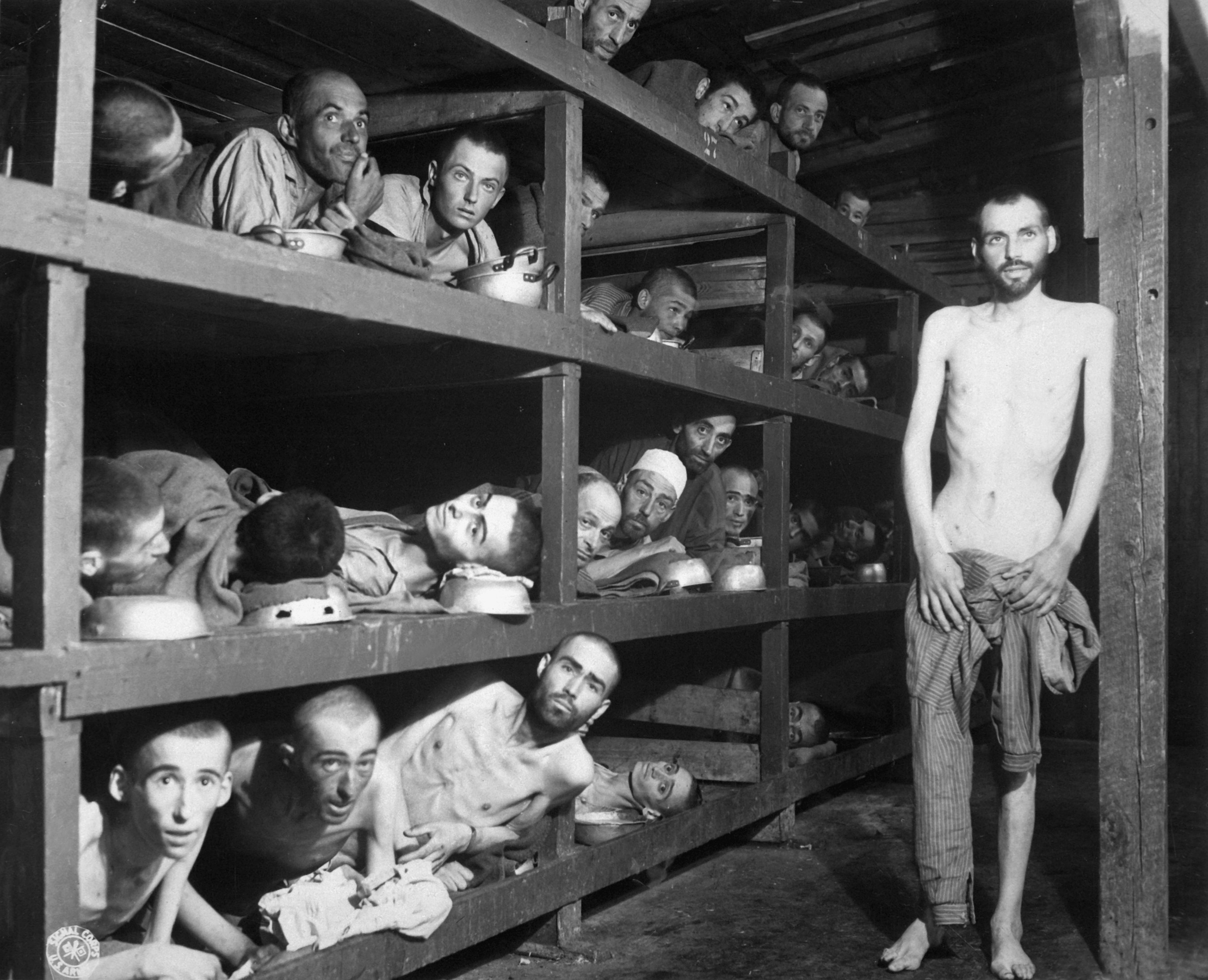
Slavarbetare på Buchenwalds koncentrationsläger.
(Elie Wiesel är den sjunde från vänster på andra raden)

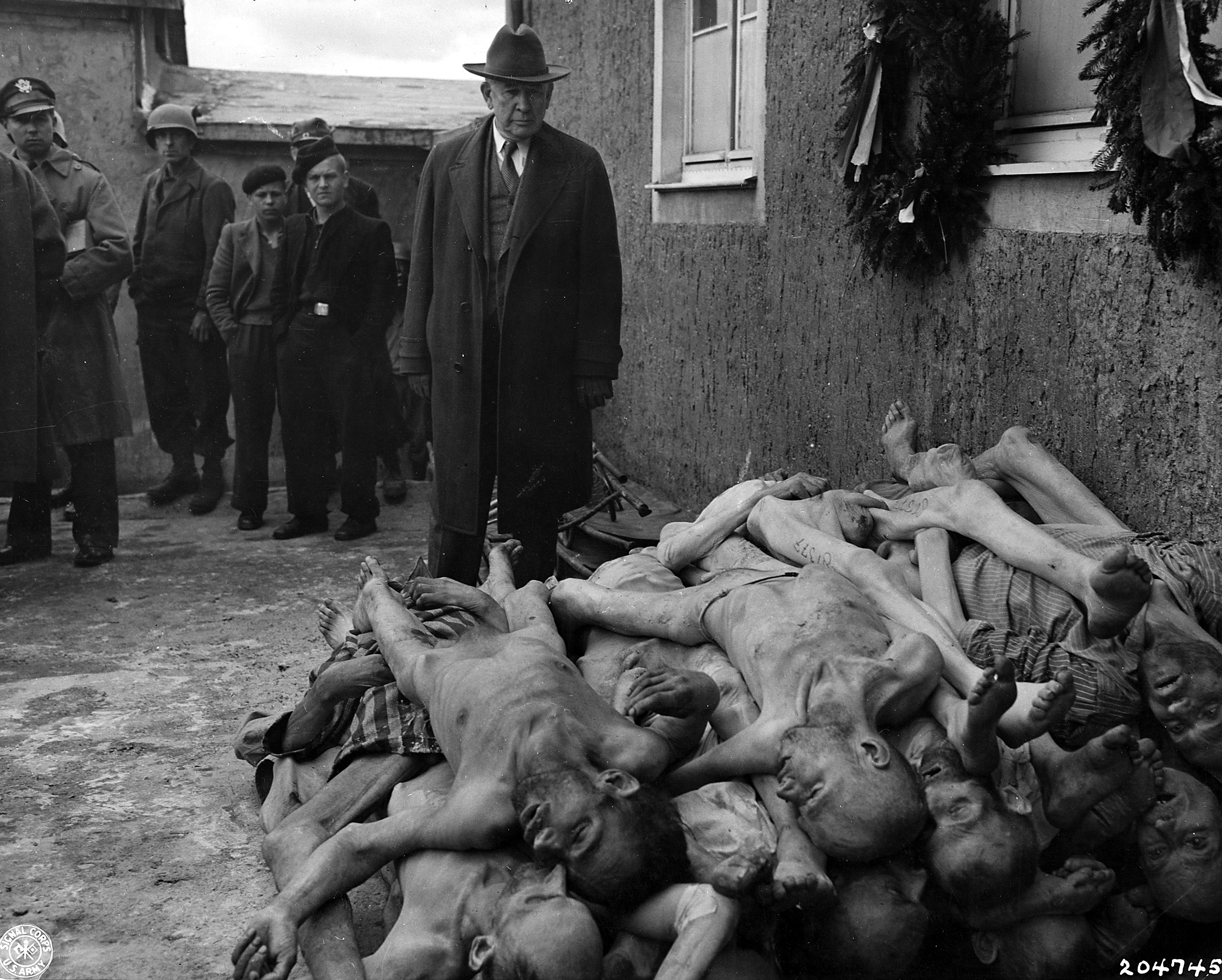
Senator Alben W. Barkley, medlem i undersökningskommittén för naziförbrytelser skapar sig själv en bild av situationen i Buchenwald, 24 april 1945.

Buchenwald var ett nazityskt koncentrationsläger på Ettersberg, cirka 7 kilometer nordväst om staden Weimar i nuvarande Thüringen. Koncentrationslägret var ett av de största och inrättades av den tyska regeringen 1937. Krigsförbrytelser och brott mot mänskligheten förekom i lägret såsom bland annat experiment med tyfusvaccin, vilket dödade minst 154 personer och korsfästning av två präster. Totalt 56 545  fångar dog i lägret.
Koncentrationslägret Buchenwald var uppdelat i tre separata områden och hade också över hundra permanenta arbetsavdelningar och underläger i centrala och västra Tyskland fram till krigsslutet.
Under andra världskriget hölls här mer än 248 000 fångar. Sammanlagt 56 500 människor avrättades eller avled i lägret till följd av sjukdomar, undernäring, hårt arbete och nazimedicinska experiment. Det var tekniskt sett inte ett utrotningsläger, men i lägret dog 24 procent av fångarna. Det låg flera fabriker på området, i vilka fångarna arbetade 12-timmarsskift. Medicinska experiment utfördes på fångarna. Det fanns ingen gaskammare som i andra läger. Bland de döda fanns danska polismän, som tagits tillfånga av nazisterna. Även norska motståndsmän fördes hit. Folke Bernadotte försökte få dem fria.
I maj 1941 öppnades en biograf i Buchenwald. Det fanns också en viss, men högst begränsad, tillgång till böcker och tidningar i lägret. Bland de tillåtna tidningarna fanns Völkischer Beobachter, de lokala nazistbladen och tidningar från fångarnas hemkommuner.
I Buchenwald drev SS från 1944 en lägerbordell med polska kvinnor speciellt för den ukrainska vaktpersonal som arbetade under SS:s befäl.
Den 24 augusti 1944 blev Buchenwald bombat av amerikanerna. Ungefär fyrahundra fångar dödades, bland annat den italienska prinsessan Mafalda av Savojen.

## Befrielsen
Lägret var det andra som befriades av amerikanska trupper, den 11 april 1945. Det fortsatte att användas fram till 1949 av den sovjetiska ockupationsmakten för förvaring av politiskt oliktänkande. Det var då känt som Специальный лагерь № 2, Specialläger nummer två. Under den perioden dog cirka 7 000 personer i lägret. Efter 1958 byggdes flera monument för att hedra de döda. Idag är stora delar av lägret rivna men tyska staten har etablerat en så kallad Gedenkstätte och restaurerat lägret för eftervärldens behov av påminnelse. I den stora förvaltningsbyggnaden finns numera stora öppna arkiv och bibliotek. Historiker och arkeologer har gjort några fångbaracker tillgängliga genom att använda material från flera baracker. I de enskilda cellerna för prominenta politiska fångar och krigsfångar, som till exempel tillfångatagna störtade piloter, har minnesmärken satts upp över de enskilda som inte överlevde fångenskapen. Sjukhuset står kvar som ett närmast orubbat monument över den verksamhet som bedrevs i dessa lokaler: Transportbanan från inleverans av döda passerade experimentrummen och den centralt placerade obduktionssalen och avslutades vid en lastbrygga för utleverans av kvarlevorna, som fördes till kremeringsugnarna. För vård fördes fångarna till en särskild läkarmottagning, som också användes för att med nackskott avrätta den som trodde sig bli läkarundersökt. Lägerpersonal var då utklädd till vårdpersonal, som ställde upp fångar för att vägas och mätas; men på andra sidan väggen bakom längdmätaren stod en bödel och sköt ett dödande nackskott. Denna läkarmottagning ligger i nästan direkt anslutning till krematoriet.

## Efterdyningarna

### Buchenwaldrättegången
Trettio SS-förövare i Buchenwald ställdes inför en amerikansk militärtribunal 1947, bland annat högre SS- och polisledare Josias Erbprinz zu Waldeck und Pyrmont, som ledde SS-distriktet där Buchenwald låg, och många av de läkare som ansvarade för nazisternas människoexperiment. Nästan alla anklagade dömdes och 22 dömdes till döden. Endast nio dödsdomar verkställdes dock, och i mitten av 1950-talet hade alla förövare släppts fria utom Ilse Koch. Ytterligare förövare ställdes inför tyska domstolar under 1960-talet.

### Minnesmärke
Det första monumentet för offren uppfördes av Buchenwaldfångarna dagar efter den första befrielsen. Det var tillverkat av trä och var endast avsett att vara tillfälligt. Ett andra monument till minne av de döda uppfördes 1958 av den tyska demokratiska republikens (DDR) regering i närheten av massgravarna. Det invigdes den 14 september 1958 av DDR:s premiärminister Otto Grotewohl. Inne i lägret finns ett monument av rostfritt stål på den plats där det första, tillfälliga monumentet stod. Dess yta hålls hela året på 37 °C (99 °F), temperaturen i människans hud. De tre nationella minnesplatserna i DDR, som byggdes intill eller på platsen för de tidigare koncentrationslägren Buchenwald, Sachsenhausen och Ravensbrück, spelade en central roll i DDR:s minnespolitik under Erich Honecker och kontrollerades av kulturministeriet och därmed av regeringen. Enligt deras stadgar fungerade dessa minnesplatser som platser för identifiering och legitimering av DDR. Den politiska instrumentaliseringen av dessa minnesplatser, särskilt för DDR:s aktuella behov, blev särskilt tydlig under de stora firandet av befrielsen av koncentrationslägren, vilket historikern Anne-Kathleen Tillack-Graf analyserar i sin avhandling om den officiella partitidningen Neues Deutschland.
I dag fungerar lägerområdet Buchenwald som ett minnesmärke över förintelsen. Där finns ett museum med permanenta utställningar om lägrets historia. Det förvaltas av Buchenwald and Mittelbau-Dora Memorials Foundation, som också sköter om lägerminnesmärket i Mittelbau-Dora.

## Personal
- SS-Standartenführer Karl Koch, kommendant 1937–1941 (make till Ilse Koch)
- SS-Standartenführer Hermann Pister, kommendant 1942–1945
- Hans Aumeier, SS-Sturmbannführer
- Hermann Hackmann, SS-Hauptsturmführer
- Erwin Ding-Schuler, forskare, läkare och kirurg 1937–1945
- Waldemar Hoven, chefsläkare juli 1942–september 1943
- Gerhard Rose, läkare
- Hans Eisele, läkare
- Karl Abraham, chefstandläkare
- Heinrich Schmidt, läkare 1941–juni 1942
- Martin Sommer
- Anton Bergmeier
- Hubert Leclaire

## Kända fångar
- Léon Blum, fransk politiker
- Julien Cain, riksbibliotekarie vid Nationalbiblioteket i Paris
- Benjamin Crémieux, generalsekreterare i franska PEN-klubben
- Paul-Émile Janson, belgisk liberal politiker, avled i lägret 1944
- Imre Kertész, ungersk författare, nobelpristagare 2002
- Eugen Kogon, tysk författare, professor
- Mafalda av Savojen, italiensk prinsessa, gift med Philipp av Hessen-Kassel
- Ernst Thälmann, tysk politiker, ordförande i tyska kommunistpartiet KPD
- Elie Wiesel, rumänsk-amerikansk författare, nobelpristagare (fred) 1986
- Mietek Grocher, föreläsare och författare
- Édouard Daladier, fransk konseljpresident
- Leon Rytz, textilarbetare[14]
- Charles Bliss,[15] österrikisk semiotiker och ingenjör